# Lee Child
James Dover Grant („Jim” Grant), írói álnevén Lee Child) (Coventry, 1954. október 29. –) angol író, New York-i feleségével New York államban él 1998 óta. Első regénye, az 1997-ben megjelent Elvarázsolt dollárok elnyerte az Anthony-díjat és a Barry-díjat a „legjobb első regény” kategóriában.
Lee Child minden regénye egy egykori amerikai katonai rendész, Jack Reacher kalandjait követi, aki szerte az Egyesült Államokban vándorol.

## Fiatalkora
Coventryben született, azonban négyéves korában szüleivel és három másik testvérével Handsworth Woodba, Birminghambe költöztek a gyerekek jobb taníttatása érdekében. A birminghami King Edward's School-ba járt.
Apja köztisztviselő volt, öccse Andrew Grant, aki szintén író.
Munkássága elején olyanok voltak hatással írásaira, mint Alistair Maclean, Enid Blyton és W.E. Johns.
1974-ben, 20 éves korában, (míg Grant a Sheffield-i jogi Egyetemre járt) kezdett el egy színházban különböző háttérmunkákat végezni, azonban nem volt szándéka jogi pályára lépni. Az egyetem elvégzése után egy kereskedelmi televíziónál helyezkedett el.

## Karrier
Grant a Granada Television-nél, Manchesterben látott munkához, mint gyártásvezető. Több tv-sorozat elkészítésében részt vett, a csatornán leadott munkáinak hossza meghaladja a 40 000 órát. A Granadánál maradt egészen 1995-ig, az utolsó két évben már a szakszervezetben is töltött be pozíciót.
A cég átszervezése után elbocsátották, akkor elhatározta, hogy regényeket fog írni, mondván a regény „a szórakoztatás valódi formája”. Első regénye 1997-ben jelent meg Elvarázsolt dollárok (Killing Floor) címmel. Grant 1998 nyarán költözött az Egyesült Államokba.

## Hobbijai
Hivatalos honlapján azt írja, hogy szabadidejét olvasással, zenehallgatással, illetve a Yankees, az Aston Villa vagy a Marseilles focimeccseinek nézésével tölti.

## Regényei és díjai
- Elvarázsolt dollárok (Killing Floor 1997, magyarul 1999)
  - Anthony Award
  - Barry Award
  - Dilys Award jelölt
  - Macavity Award jelölt
- Ne add fel könnyen (Die Trying 1998, magyarul 1999)
  - WH Smith Thumping Good Read Award
- A pók hálójában (Tripwire 1999, magyarul 2001)
- A titokzatos látogató (Running Blind – az Egyesült Királyságban The Visitor címmel jelent meg 2000, magyarul 2002)
- Lángoló sivatag (Echo Burning 2001, magyarul 2003)
- Hiba nélkül (Without Fail 2002, magyarul 2004)
  - Dilys Award jelölt
  - Ian Fleming Steel Dagger Award jelölt
- Kétélű fegyver (Persuader 2003, magyarul 2006)
  - Ian Fleming Steel Dagger Award jelölt
- Eltűnt ellenség (The Enemy 2004, magyarul 2005)
  - Dilys Award jelölt
- Csak egy lövés (One Shot 2005, magyarul 2006)
  - Macavity Award jelölt
- Rögös út (The Hard way 2006, magyarul 2007)
- A baj nem jár egyedül (Bad Luck and Trouble 2007, magyarul 2008)
  - Theakston’s Old Peculier Crime Novel of the Year Award felkerült a díj listájára 2009.[15]
- Nincs mit veszítened (Nothing to Lose 2008, magyarul 2008)
- Elveszett holnap (Gone Tomorrow 2009, magyarul 2009)
- 61 óra (61 Hours 2010, magyarul 2010)
- Megérte meghalni (Worth Dying for 2010, magyarul 2011)
- Az ügy (The Affair 2011, magyarul 2012)
- Összeesküvés (A Wanted Man 2012, magyarul 2013)
- Nincs visszaút (Never go back 2013, magyarul 2014 január)
- Bosszúvágy (Personal 2014, magyarul 2015)
- Néma város (Make me 2015 szeptember, magyarul 2016)
- Hőség (High Heat 2013, magyarul 2016, Ebook)
- Esti Iskola (Night School 2016, magyarul 2017)
- A nevem: Jack Reacher (novellagyűjtemény) (No Middle Name 2017, magyarul 2017)
- Éjféli szállítmány (The Midnight Line 2017, magyarul 2018)
- Múlt Idő (Past Tense 2018, magyarul 2019)
- Sohanapján (Blue Moon 2019, magyarul 2020)
- Az őrszem (magyarul 2021)

### Egyéb díjai
- 2005, The Bob Kellogg „jó polgár” díj az internet írásközösségért tett kiemelkedő közreműködéséért.

## Magyarul megjelent művei
- Ne add fel könnyen; ford. Sárossy Beck Anita; General Press, Budapest, 1999 (Világsikerek)
- Elvarázsolt dollárok; ford. Zentai Éva; General Press, Budapest, 1999 (Világsikerek)
- A pók hálójában; ford. Gieler Gyöngyi; General Press, Budapest, 2000 (Világsikerek)
- Vágóhíd; ford. Hegedűs Györgyi; Reader's Digest, Budapest, 2001 (Válogatott könyvek)
- A titokzatos látogató; ford. Gieler Gyöngyi; General Press, Budapest, 2002 (Világsikerek)
- A látogató; ford. Komáromy Rudolf; Reader's Digest, Budapest, 2002 (Reader's Digest válogatott könyvek)
- Késedelem nélkül; ford. Komáromy Rudolf; Reader's Digest, Budapest, 2003 (Reader's Digest válogatott könyvek)
- Lángoló sivatag; ford. Gieler Gyöngyi; General Press, Budapest, 2003 (Világsikerek)
  - (Utolsó pillanatban címen is)
- Utolsó pillanatban; ford. Pelle Csilla; Reader’s Digest, Budapest, 2004 (Reader's Digest válogatott könyvek)
  - (Lángoló sivatag címen is)
- Hiba nélkül; ford. Gieler Gyöngyi; General Press, Budapest, 2004 (Világsikerek)
- Eltűnt ellenség; ford. Gieler Gyöngyi; General Press, Budapest, 2005 (Világsikerek)
- Jack Reacher. Csak egy lövés; ford. Erdélyi András; General Press, Budapest, 2006 (Világsikerek)
- Csak egy lövés; ford. Barkóczi András; Reader’s Digest, Budapest, 2006 (Reader's Digest válogatott könyvek)
- Kétélű fegyver; ford. Gieler Gyöngyi; General Press, Budapest, 2006 (Világsikerek)
- Rögös út; ford. Gieler Gyöngyi; General Press, Budapest, 2007 (Világsikerek)
- A nehezebb út; ford. Barkóczi András; Reader's Digest, Budapest, 2007 (Reader's Digest válogatott könyvek)
- Nincs mit veszítened; ford. Mártha Bence; General Press, Budapest, 2008 (Világsikerek)
- A baj nem jár egyedül; ford. Gieler Gyöngyi; General Press, Budapest, 2008 (Világsikerek)
- A baj nem jár egyedül; ford. Uram Tamás; Reader's Digest, Budapest, 2008 (Reader's Digest válogatott könyvek)
- Elveszett holnap; ford. Gieler Gyöngyi; General Press, Budapest, 2009 (Világsikerek)
- Nincs mit veszítened; ford. Uram Tamás; Reader’s Digest, Budapest, 2009 (Reader's Digest válogatott könyvek)
- 61 óra; ford. Gieler Gyöngyi; General Press, Budapest, 2010 (Világsikerek)
- Elveszett holnap; ford. Uram Tamás; Reader's Digest, Budapest, 2010 (Reader's Digest válogatott könyvek)
- 61 óra; ford. Kovács Attila; Reader's Digest, Budapest, 2011 (Reader's Digest válogatott könyvek)
- Megérte meghalni; ford. Gieler Gyöngyi; General Press, Budapest, 2011 (Világsikerek)
- Csak egy lövés; ford. Erdélyi András; 2. jav. kiad; General Press, Budapest, 2012
- Amiért érdemes meghalni; ford. M. Nagy Miklós; Reader's Digest, Budapest, 2012 (Reader's Digest válogatott könyvek)
- Az ügy; ford. Gieler Gyöngyi; General Press, Budapest, 2012 (Világsikerek)
- Összeesküvés; ford. Gieler Gyöngyi; General Press, Budapest, 2013 (Világsikerek)
- Az ügy; ford. Kovács Attila; Reader's Digest, Budapest, 2013 (Reader's Digest válogatott könyvek)
- Jack Reacher. Nincs visszaút; ford. Gieler Gyöngyi; General Press, Budapest, 2014 (Világsikerek)
  - (Nincs visszaút címen is)
- Összeesküvés; ford. Kovács Attila; Reader's Digest, Budapest, 2014 (Reader's Digest válogatott könyvek)
- Nincs visszaút; ford. Zsámboki Péter; Tarsago, Budapest, 2015 (Reader's Digest válogatott könyvek)
  - (Jack Reacher. Nincs visszaút címen is)
- Bosszúvágy; ford. Gieler Gyöngyi; General Press, Budapest, 2015
- Hiba nélkül; ford. Gieler Gyöngyi; 2., új novellával bőv. kiad; General Press, Budapest, 2015
- Leszámolás; ford. Zsámboki; Péter Tarsago, Budapest, 2016 (Reader's Digest válogatott könyvek)
- Néma város; ford. Gieler Gyöngyi; General Press, Budapest, 2016
- Esti iskola; ford. Uram Tamás; Tarsago, Budapest, 2017 (Reader's Digest válogatott könyvek)
- Bosszúvágy; ford. Gieler Gyöngyi; General Press, Budapest, 2017
- Elvarázsolt dollárok; ford. Beke Zsolt; General Press, Budapest, 2017
- Néma város; ford. Uram Tamás; Tarsago, Budapest, 2017 (Reader's Digest válogatott könyvek)
- A nevem: Jack Reacher. Jack Reacher-novellák; ford. Gieler Gyöngyi; General Press, Budapest, 2017
- Esti iskola; ford. Gieler Gyöngyi; General Press, Budapest, 2017
- Éjféli szállítmány. Jack Reacher krimi; ford. Gieler Gyöngyi; General Press, Budapest, 2018
- 61 óra; ford. Gieler Gyöngyi; 2. jav. kiad; General Press, Budapest, 2018
- Nincs mit veszítened; ford. Mártha Bence; 2. jav. kiad; General Press, Budapest, 2018
- A titokzatos látogató; ford. Gieler Gyöngyi; 3. jav. kiad.; General Press, Budapest, 2019
- Csak egy lövés; ford. Erdélyi András; 3. jav. kiad.; General Press, Budapest, 2019
- Múlt idő; ford. Gieler Gyöngyi; General Press, Budapest, 2019
- Ne add fel könnyen; ford. Sárossy-Beck Anita; 3. jav. kiad.; General Press, Budapest, 2019
- Sohanapján; ford. Gieler Gyöngyi; General Press, Budapest, 2020
- A pók hálójában; ford. Gieler Gyöngyi; 3. jav. kiad.; General Press, Budapest, 2020
- Az ügy; ford. Gieler Gyöngyi; 2. jav. kiad.; General Press, Budapest, 2020
- Lee Child–Andrew Child: Az Őrszem; ford. Gieler Gyöngyi; General Press, Budapest, 2021
- Megérte meghalni; ford. Gieler Gyöngyi; 2. jav. kiad.; General Press, Budapest, 2021
- Lángoló sivatag; ford. Gieler Gyöngyi; 3. jav. kiad. General Press, Budapest, 2021
- Lee Child–Andrew Child: Inkább a halál; ford. Gieler Gyöngyi; General Press, Budapest, 2022

## Műveinek adaptációi
- Jack Reacher (2012), a Csak egy lövés című regény alapján készült amerikai akcióthriller, Christopher McQuarrie rendezésében, Tom Cruise főszereplésével. A szerző cameoszerepben egy rendőrt alakít a filmben.
- Jack Reacher: Nincs visszaút (2016), a Nincs visszaút című regény alapján készült amerikai akcióhriller, Edward Zwick rendezésében, Tom Cruise főszereplésével. Child ismét feltűnik egy kisebb szerepben, mint a TSA ügynöke.
- Reacher (2022–), 2022-ben bemutatott amerikai websorozat Alan Ritchson főszereplésével. Az első évad az Elvarázsolt dollárok című regény adaptációja. Child az utolsó epizód végén tűnik fel a sorozatban, egy étkezde vendégeként.[16]

## Interjúk újságokkal
- Daily Telegraph, 1 April 2007[halott link]
- Daily Telegraph, 14 July 2007 Archiválva 2013. január 14-i dátummal az Archive.is-en